# SN 2000ac
SN 2000ac – supernowa odkryta 3 marca 2000 roku w galaktyce A085822-0140. W momencie odkrycia miała maksymalną jasność 20,60m.